# أليسون بيرسون
أليسون بيرسون (بالإنجليزية: Allison Pearson)‏ هي صحفية بريطانية، ولدت في 22 يوليو 1960.

## وصلات خارجية
- أليسون بيرسون على موقع IMDb (الإنجليزية)
- أليسون بيرسون على موقع قاعدة بيانات الفيلم (الإنجليزية)